# Lac de Bareilles
Der Lac de Bareilles, auch Lac de Bordères genannt, liegt in den französischen Pyrenäen im Département Hautes-Pyrénées in der Region Okzitanien im Gemeindegebiet von Bordères-Louron.
Dieser natürliche See befindet sich an der Nordost-Flanke des Berggipfels Sommet du Tech (2138 m) in der historischen Provinz Bigorre, in der Landschaft Pays d’Aure. Aus ihm entspringt das Flüsschen Lastie, das überwiegend durch das Gemeindegebiet von Bareilles entwässert und bei Arreau in die Neste du Louron mündet.
Von Bareilles kommt man in 30 Minuten über einen Wald- und Bergweg zum See.

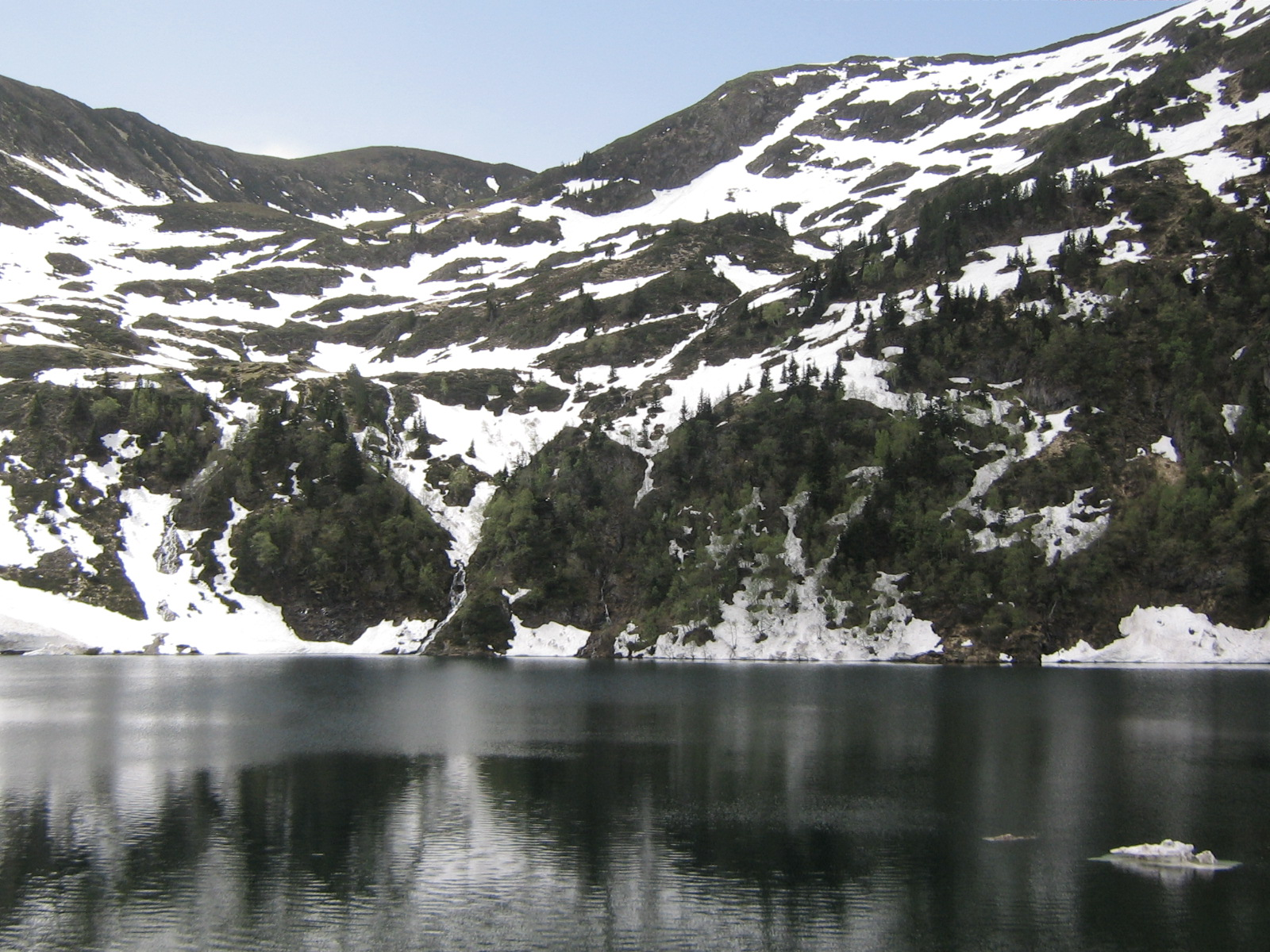
Der See im Frühling
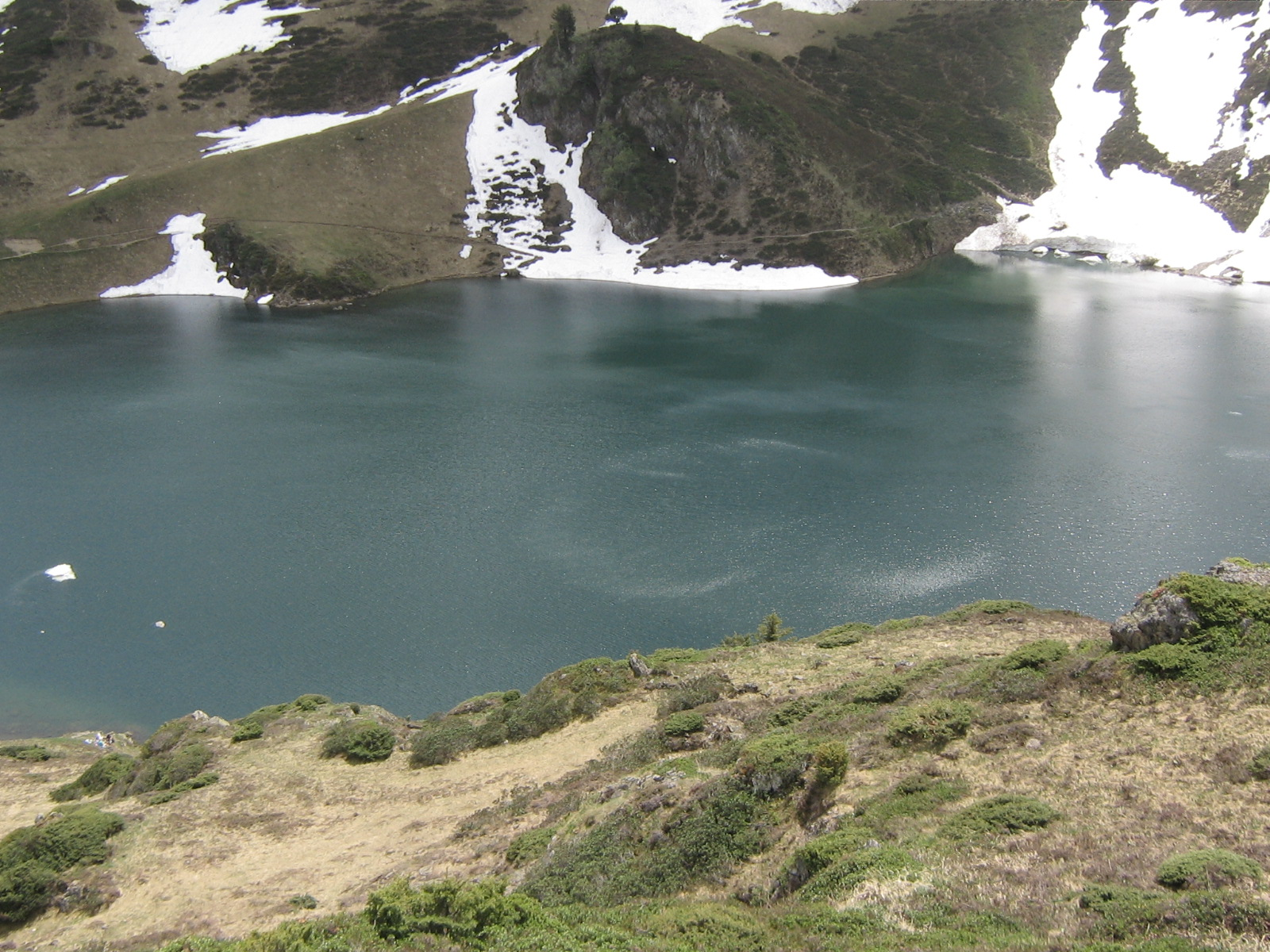
Blick von oben
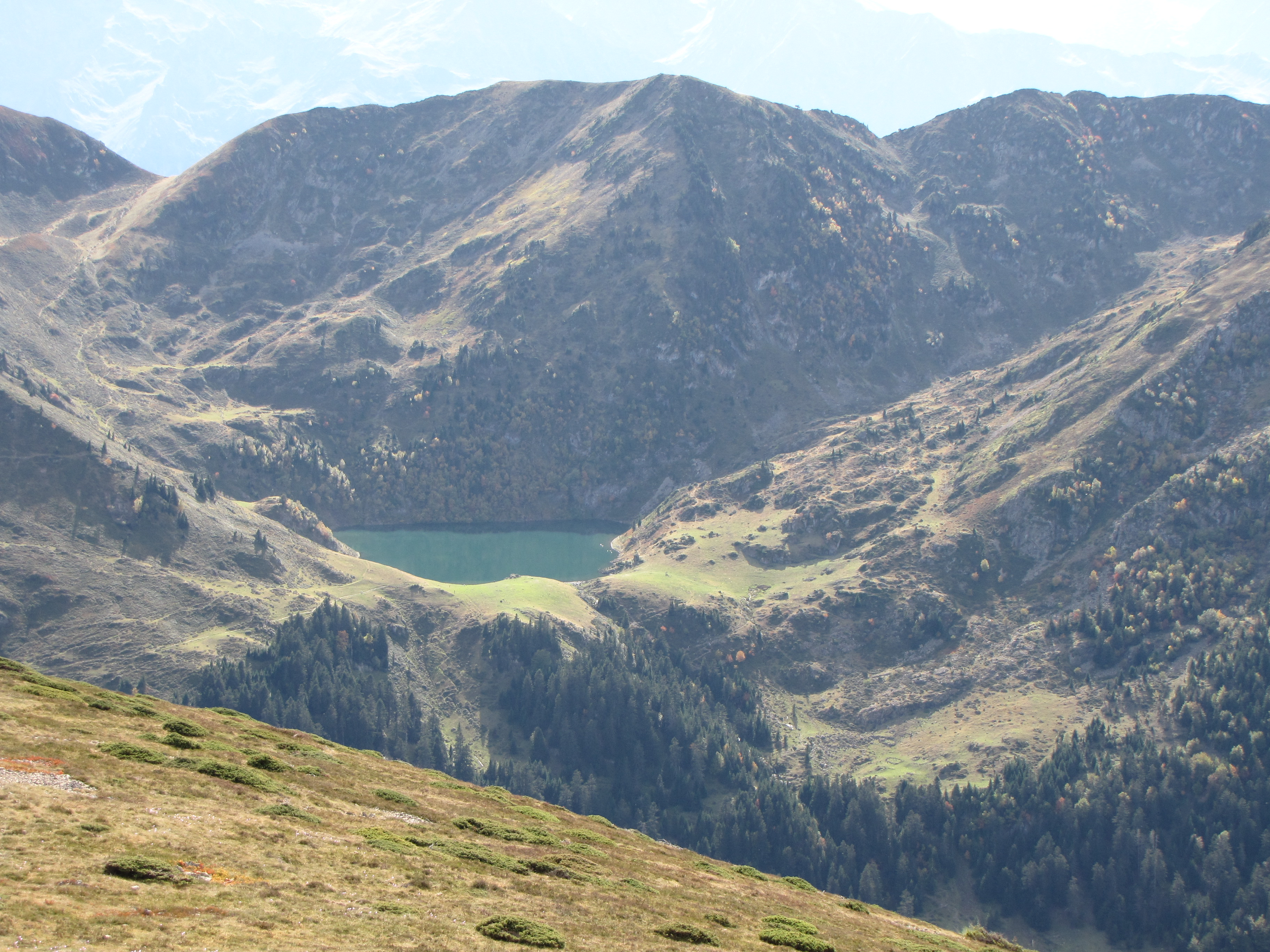
Blick auf den See vom Mont Né aus